# Футбол в Уругвае
Футбол в Уругвае — наиболее популярный вид спорта. Несмотря на скромные размеры и небольшое население, команды Уругвая на всех уровнях достигли огромных успехов на международной арене, вполне сопоставимые с достижениями более мощных в демографическом и экономическом плане держав-соседей — Аргентины и Бразилии. Самые яркие моменты в истории футбола Уругвая связаны с победами национальной команды в чемпионатах мира 1930 (самый первый розыгрыш турнира) и 1950 годов.

## Появление футбола в стране

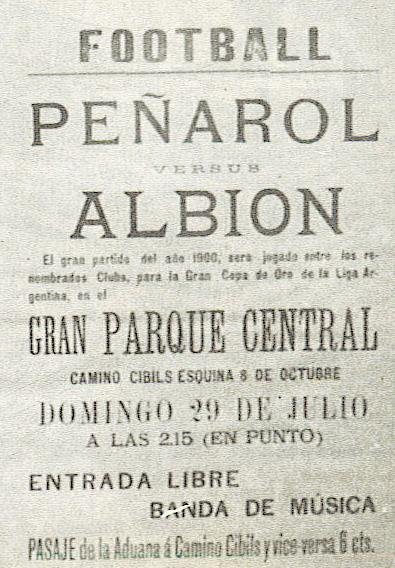
Билет на футбольный матч первого чемпионата Уругвая между «Пеньяролем» (тогда ещё официально называвшимся ЦУЖДКК) и «Альбионом»

Футбол был завезён в Уругвай британскими мигрантами в 1880-х годах, в основном он развивался в столице страны Монтевидео. Первая футбольная игра, состоявшаяся в Уругвае, прошла в 1881 году между двумя спортивными командами — Клубом Гребли Монтевидео (Montevideo Rowing Club, образован в 1874 году) и Крикетным Клубом Монтевидео (Montevideo Cricket Club, образован в 1861 году).
Первой командой, образованной исключительно для игры в футбол, стал Футбольный Клуб «Альбион» (Albion Football Club), появившийся на свет 1 июня 1891 года. 30 марта 1900 года была образована Лига Футбола Ассоциации (Association Football League) для организации проведения футбольных соревнований в стране. Сейчас эта организация называется Ассоциация Футбола Уругвая (АУФ, исп. Asociación Uruguaya de Fútbol). Под эгидой ЛФА в том же году был организован первый чемпионат страны, победителем которого стал столичный «Пеньяроль», носивший в то время название Центральный Уругвайский Железнодорожный Крикетный Клуб (ЦУЖДКК/CURCC англ. Central Uruguay Railway Cricket Club).

## Распространение за границы Монтевидео
В начале XX века посредством активного строительства железных дорог, футбол стал распространяться по всей стране. Первый футбольный клуб на территории интериор (все департаменты за исключением Монтевидео) стал ФК «Мело», соответственно, в городе Мело 29 мая 1903 года. Лига футбола департамента Сан-Хосе была образована в городе Сан-Хосе-де-Майо 19 февраля 1909 года. Первым чемпионом этой региональной лиги стал клуб «Формидейбл» (Formidable).
В 1922 году прошёл первый региональный чемпионат среди клубов интериора: Чемпионат Побережья (исп. Campeonato del Litoral), прошедший в городе Мерседес.
Долгое время уругвайский футбол был фактически поделён на две части: в Монтевидео и во всей остальной стране. В первой половине XX века в стране существовало множество разрозненных футбольных лиг, до тех пор, пока 14 июля 1946 года не была образована Организация Футбола Интериора (Organización del Fútbol del Interior), в ведение которой вошёл весь футбол за пределами столицы.
В сезоне 1951/1952 в Дурасно впервые состоялся чемпионат среди сборных департаментов — Национальный кубок сборных регионов. С 1965 года стал разыгрываться клубный Кубок Эль Паис (Copa El País), первым победителем которого стал «Атенас» из Сан-Карлоса.

## Сборная
16 мая 1901 года в Монтевидео состоялся первый матч в истории сборной Уругвая, их соперником стала сборная Аргентины. Уругвайцы уступили в упорной борьбе со счётом 2:3. Это был первый матч между национальными сборными во всём мире за пределами Великобритании.
В 1916 году уругвайцы стали первыми чемпионами Южной Америки. Турнир состоялся в Буэнос-Айресе и Уругвай не уступил ни разу в соперничестве с Аргентиной, Бразилией и Чили. Необходимо отметить, что Уругвай был единственной командой, в составе которой выступали игроки негритянского происхождения, Исабелино Градин и Хуан Дельгадо были лидерами команды, а Градин впоследствии стал одним из величайших игроков сборной Уругвая в период до победы на чемпионате мира 1930 года. Этот факт побудил сначала Чили, позже и другие сборные Южной Америки, позволить выступать неграм за свою сборную, что, безусловно, стало огромным шагом вперёд в деле борьбы против расизма в спорте. В 2011 году сборная Уругвая стала рекордсменом Кубка Америки (так турнир стал называться с 1975 года) по числу завоёванных титулов — 15.
В 1924 году уругвайцы выиграли золотые медали на парижской Олимпиаде, повергнув в шок уровнем своего мастерства всю Европу. В финальной игре была разгромлена сборная Швейцарии — 3:0. Уругвай подтвердил свой статус ведущей мировой футбольной державы в 1928 году, во второй раз выиграв Олимпийские игры. В финале был обыгран извечный соперник — Аргентина.

Впечатлённая такими выдающимися результатами, ФИФА избрала Уругвай местом проведения первого в истории чемпионата мира 1930 года. Для турнира был построен легендарный стадион Сентенарио, на поле которого уругвайцы и одержали победу в финале турнира над Аргентиной. На последующие два турнира сборная не поехала, в знак протеста против того, что к ним на турнир не приехали многие сильные европейские сборные.
В решающей игре чемпионата мира 1950 года Уругвай на 200-тысячной Маракане одержал сенсационную победу над сборной Бразилии, которой достаточно было сыграть вничью для чемпионства. В итоге матч, названный «Мараканасо», стал триумфальным для уругвайской команды, ставшей двукратным чемпионом мира, и трагедией для всей Бразилии.
В 1954, 1970 и 2010 годах Уругвай занимал 4-е место на чемпионатах мира. В 1980—1981 годах, в честь 50-летия первого Кубка Мира, ФИФА организовала «Золотой Кубок чемпионов мира», в котором приняли участие все бывшие сборные — чемпионы мира (кроме Англии, которых заменила Голландия, что только усилило состав участников, так как голландцы были финалистами двух последних к тому моменту чемпионатов). Победителем турнира в Монтевидео стала сборная Уругвая.
Примечательно, что абсолютно все турниры, которые проходят в Уругвае, неизменно заканчиваются победой хозяев. Последний такой случай произошёл в 1995 году, когда Уругвай завоевал свой 14-й Кубок Америки, по-пенальти обыграв в финальной игре действующих чемпионов мира, бразильцев.

## Гранды и современное положение в футболе

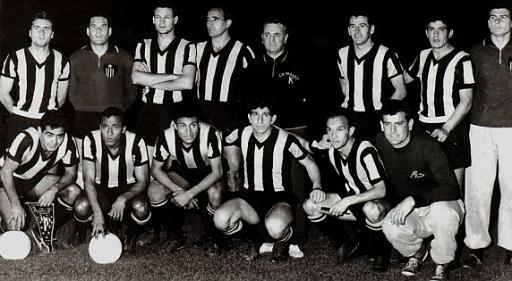
«Пеньяроль» — лучший клуб мира 1961 года

За более чем вековую историю развития футбола в Уругвае выдвинулись на лидирующие позиции два клуба — «Пеньяроль» (47 раз становившийся чемпионом страны) и «Насьональ» (42 чемпионских титула). Эти два клуба 8 раз выигрывали Кубок Либертадорес (5 и 3 раза соответственно) и 6 раз — Межконтинентальный Кубок (по 3 раза каждый клуб). Среди чемпионов мира 1930 года основу составляли игроки «Насьоналя» (Хосе Леандро Андраде, Эктор Кастро, Хосе Педро Сеа, Педро Петроне, Эктор Скароне, капитан команды Хосе Насасси из «Белья Висты», пеньяролец-полузащитник Лоренсо Фернандес, вратарь Энрике Бальестерос из «Рамплы Хуниорс», нападающий Сантос Ириарте из «Расинга»), а 1950 года — «Пеньяроля» (Хуан Альберто Скьяффино, Альсидес Хиххия, Роке Гастон Масполи, Обдулио Хасинто Варела, Оскар Омар Мигес, насьональцы Шуберт Гамбетта, Хулио Хервасио Перес, полузащитник Виктор Родригес Андраде из «Сентраля», защитник Матиас Гонсалес из «Серро»).
В условиях глобализации в последние 20 лет уругвайские гранды столкнулись с проблемой постоянного оттока ведущих игроков в Европу. Бюджеты обоих грандов не превышают смехотворные по европейским меркам 10 млн долларов. Особенно серьёзно по уругвайскому футболу ударил финансовый кризис начала XXI века. В низших дивизионах даже встречались случаи самоубийств футболистов из-за невозможности обеспечить достойное существование своим семьям. В чемпионате страны в последние годы часто возникают скандалы — беспорядки с болельщиками, драками футболистов на поле (в основном в рамках Суперкласико «Пеньяроль» — «Насьональ»). Чемпионат 2008/09 на долгое время был прерван. Финансовые проблемы дают шансы для откровенно слабых по составу и бюджету команд, таких, как «Роча», сумевшая пробиться в Кубок Либертадорес 2006, а уже спустя сезон опустившаяся во Второй Дивизион Уругвая. Зачастую меняется структура проведения первенства страны.
Что касается самой структуры внутренних турниров, то к ним относятся Примера — Первый дивизион, в котором в сезоне 2009/10 из 16 клубов лишь 3 не представляют город Монтевидео (Серро-Ларго (Мело), Такуарембо (Такуарембо), Атенас (Сан-Карлос)) и Сегунда. На третьем уровне в структуре лиг находится Второй Дивизион среди любительских команд. Ниже следуют Лиги Интериор.
По окончании каждого сезона лучшие команды по итогам чемпионата проводят особый турнир — Лигилью. Она не может считаться аналогом Кубка страны, так как в турнире участвуют, как правило, лишь 8 лучших команд страны. В Лигилье выявляются представители Уругвая в Кубке Либертадорес и в последние годы — в Южноамериканском кубке. Долгое время действующий чемпион Уругвая не имел прямой путёвки в Кубок Либертадорес и мог не попасть туда в случае неудачного выступления в Лигилье.
Помимо Пеньяроля и Насьоналя, к другим лидерам последних лет можно отнести почти все команды, которые когда-то выигрывали чемпионаты страны — «Дефенсор Спортинг», «Монтевидео Уондерерс», «Данубио», «Серро», «Сентраль Эспаньол», а также такие коллективы, как «Ливерпуль» и «Ривер Плейт» (оба коллектива со столь звучными названиями, разумеется, из Монтевидео).